# Aşağıtınaz, Viranşehir
Aşağıtınaz là một xã thuộc huyện Viranşehir, tỉnh Şanlıurfa, Thổ Nhĩ Kỳ. Dân số thời điểm năm 2011 là 638 người.